# Падучак Богдан Михайлович
Богдан Михайлович Падучак (нар. 16 квітня 1983 року, м. Рогатин, Івано-Франківська область, Україна) — перший заступник директора Українського національного офісу інтелектуальної власності та інновацій (УКРНОІВІ), координує напрями міжнародного співробітництва та експертизи заявок на об'єкти промислової власності, голова Комісії з надання дозволу на використання в торговельній марці офіційної назви та міжнародного літерного коду держави Україна та/або на включення до зображення торговельної марки імітації малого Державного Герба України (Комісія «Україна»), кандидат юридичних наук. У сфері інтелектуальної власності працює понад 18 років.

#### Освіта
У 2005 році закінчив факультет підготовки юристів для Міністерства закордонних справ України Національної юридичної академії України імені Ярослава Мудрого за спеціальністю «Правознавство». 
У 2010 році закінчив Інститут інтелектуальної власності Одеської національної юридичної академії у м. Києві за спеціальністю «Інтелектуальна власність».

#### Професійна діяльність
Упродовж 2005–2008 років – аспірант Інституту держави і права ім. В. М. Корецького Національної академії наук України. 
З грудня 2008 року до серпня 2015 року працював у Науково-дослідному інституті інтелектуальної власності Національної академії правових наук України, де спочатку обіймав посаду молодшого наукового співробітника, а згодом завідувача наукового економіко-правового відділу. Також з вересня 2008 року до грудня 2010 року за сумісництвом працював в Інноваційному центрі Національної академії наук України.   
Протягом вересня 2015 – листопада 2022 років працював у Міністерстві економіки України на посаді заступника директора департаменту розвитку сфери інтелектуальної власності та інноваційної політики. 
Під час роботи в Міністерстві працював над реформою сфери інтелектуальної власності в Україні, зосереджуючись як на її інституційній складовій, так і на процесі нормотворчості, гармонізації національного законодавства з правом ЄС.
З січня 2023 року і дотепер працює в Українському національному офісі інтелектуальної власності та інновацій.

#### Робота в колегіальних органах
З травня 2017 року до жовтня 2020 року –  заступник голови Апеляційної палати Міністерства розвитку економіки, торгівлі та сільського господарства України.
Упродовж 2017–2022 років – голова Комісії щодо погодження питань про внесення позначення, яке містить офіційну назву держави «Україна», до знака для товарів і послуг.
З 26 червня 2024 року і до цього часу – голова Комісії з надання дозволу на використання в торговельній марці офіційної назви та міжнародного літерного коду держави Україна та/або на включення до зображення торговельної марки імітації малого Державного Герба України (Комісія «Україна» відновила свою діяльність 26 червня 2024 року – з моменту затвердження наказом УКРНОІВІ №102/2024 погодженого Міністерством економіки України персонального складу Комісії).

#### Викладацька та наукова діяльність
Упродовж 2011–2015 років за сумісництвом викладав в Інституті інтелектуальної власності Національного університету «Одеська юридична академія» у м. Києві та в Національному технічному університеті України «Київський політехнічний інститут» такі навчальні дисципліни: «Трансфер технологій», «Інноваційне право», «Інтелектуальна власність і інноваційна діяльність», «Правове регулювання інноваційної діяльності», «Договірне право». 
У 2012 році здобув науковий ступінь кандидата юридичних наук, спеціальність «Цивільне право і цивільний процес; сімейне право; міжнародне приватне право» на тему «Цивільно-правове регулювання відносин у сфері трансферу технологій».
Є автором понад 20 наукових праць (зокрема, однієї монографії) з питань права інтелектуальної власності, інноваційної діяльності та трансферу технологій.

#### Нормотворча діяльність
Відповідав за розробку та супроводження низки проєктів актів у сфері інтелектуальної власності:
- Концепції реформування державної системи правової охорони інтелектуальної власності в Україні[5];
- євроінтеграційних законів України у сфері інтелектуальної власності:
  - щодо патентної реформи (Закон України № 816 від 21.07.2020)[6];
  - щодо торговельних марок та промислових зразків (Закон України № 815 від 21.07.2020)[7];
  - щодо географічних зазначень (Закон України № 123 від 20.09.2019)[8];
  - щодо компонувань напівпровідникових виробів (Закон України № 111 від 19.09.2019)[9].

- Закону України про Національний орган інтелектуальної власності (Закон України № 703 від 16.06.2020)[10];
- Закону України про ефективне управління майновими правами правовласників у сфері авторського права і (або) суміжних прав (Закон України №2415-VIII від 15.04.2023)[11].

У 2016 році був долучений Кабінетом Міністрів України до процесу оптимізації діяльності центральних органів виконавчої влади державної системи правової охорони інтелектуальної власності.

#### Міжнародна діяльність
Представляє інтереси України на міжнародній арені. Член численних делегацій Уряду України для участі у засіданнях асамблей держав – членів Всесвітньої організації інтелектуальної власності, комітетів та робочих груп ВОІВ.
Упродовж 2017–2021 років – співголова Підкомітету з питань географічних зазначень Комітету асоціації між Україною та ЄС у торговельному складі в рамках Угоди про Асоціацію між Україною та ЄС. У 2017 році увійшов до складу делегації України для участі у переговорах зі США та ЄС щодо узгодження проекту Протоколу про внесення поправок до Угоди про створення Українського науково-технологічного центру.
У 2018 році очолював українську делегацію для участі у засіданні Ради СОТ з торговельних аспектів прав інтелектуальної власності у Женеві. У 2018 році супроводжував процес укладання Угоди між ВОІВ та адміністратором домену .UA ТОВ «Хостмайстер» щодо розв’язання доменних спорів у ccTLD.UA.
Активно супроводжував процес вступу України до Регіональної групи країн Центральної Європи та Балтії (CEBS) у ВОІВ. Цей процес стартував 2017 року, а завершився позитивним для України рішенням у березні 2022 року. Вперше від імені України виконував функції координатора регіональної групи CEBS у рамках роботи 32-ї сесії Комітету з розвитку та інтелектуальної власності (CDIP) ВОІВ, 29 квітня – 3 травня 2024 року. 
У 2023 році забезпечував переговори з ВОІВ щодо продовження статусу Міжнародного пошукового органу (МПО) та Органу міжнародної попередньої експертизи (ОМПЕ).
У 2023 році координував підписання декларації та меморандумів УКРНОІВІ з європейськими патентними відомствами:
- Декларації про наміри в аспектах інтелектуальної власності з європейськими відомствами Польщі, Литви, Латвії, Естонії[16];
- Меморандуму про взаєморозуміння та співпрацю з Відомством з інтелектуальної власності Європейського Союзу[17];
- Меморандуму про Посилене технічне та стратегічне партнерство з Європейським патентним відомством[18].

У червні 2024 року разом із керівництвом  Відомством з інтелектуальної власності Європейського Союзу (EUIPO), Відомства інтелектуальної власності країн Бенілюксу (BOIP), представниками WIPO та Європейської Комісії долучився як спікер до 42-ї щорічної конференції ECTA, під час якої поінформував про негативний вплив війни на сферу інтелектуальної власності та роботу УКРНОІВІ. 
У липні 2024 року під час 65-ї серії засідань Асамблей держав-членів WIPO:
- від імені української делегації[20] виступив із заявою щодо привласнення рф позначення «Мелітопольська черешня», яке є українським географічним зазначенням[21];
- координував підписання Меморандуму про співпрацю УКРНОІВІ з Агентством інтелектуальної власності Молдови[22].

У жовтні 2024 року під час засідань 22-ї сесії Робочої групи WIPO з правового розвитку Мадридської системи міжнародної реєстрації знаків від імені української делегації виступив із заявою про рішучу незгоду України з ідеєю включення російської мови як робочої до Мадридської системи.
У листопаді 2024 року очолював делегацію УКРНОІВІ до штаб-квартири Відомством з інтелектуальної власності Європейського Союзу (EUIPO) в Аліканте (Іспанія) для обміну досвідом у сфері правової охорони інтелектуальної власності та поглиблення інституційної співпраці. 
У грудні 2024 року увійшов до складу української делегації під час двосторонньої зустрічі України та Європейської Комісії в межах скринінгу відповідності українського законодавства праву ЄС за переговорним розділом 7 «Право інтелектуальної власності» кластеру 2 «Внутрішній ринок», яка відбулася в Брюсселі (Бельгія). Презентував Єврокомісії питання щодо відповідності законодавства в сфері торговельних марок, патентів, сертифікатів додаткової охорони та біотехнологій праву ЄС. Скринінг є невід’ємною частиною переговорного процесу щодо вступу України до Європейського Союзу.

#### Відзнаки
Подяка Міністерства економічного розвитку і торгівлі України (23 червня 2017 року), Подяка Прем'єр-міністра України (21 серпня 2020 року).